# Рок-панорама-87

Пластинка
«Рок-панорама-87»

Московский фестиваль популярной и рок-музыки «Рок-панорама-87» — официальный рок-фестиваль, состоявшийся 7—13 декабря 1987 года на Малой спортивной арене в Лужниках. Организован Московским горкомом ВЛКСМ, Главным управлением культуры Мосгорисполкома, Московским городским советом профсоюзов (МГСПС) и Московской рок-лабораторией. В фестивале приняли участие 45 групп и исполнителей (преимущественно из Москвы).

## Подготовка и проведение
Организаторами фестиваля выступили известные музыканты и активисты московского рок-клуба, среди которых были: А. Макаревич, А. Градский, С. Намин, А. Ситковецкий и другие. За пару недель до предполагаемой даты проведения (в мае 1987 года) выяснилось, что были оформлены не все необходимые документы, и к делу подключился горком ВЛКСМ. Затем Министерство культуры СССР выступило против участия в фестивале иногородних групп, однако организаторы решили стоять на своём, и в результате этих неурядиц «за бортом» фестиваля оказался Ленинградский рок-клуб.
Несмотря на место проведения — малая спортивная арена «Лужники», — и большое количество аккредитованных представителей СМИ (в том числе — иностранных), фестиваль было запрещено рекламировать. В ходе фестиваля имели место чрезмерная организация охраны порядка, путаница с аккредитациями, изоляция прессы от выступающих коллективов.
Была возведена трёхъярусная сцена. За сценографию отвечал А. Исаенко и кооператив «Элин», за звук и свет — Ованес Мелик-Пашаев и Виктор Векштейн. Вместимость зала — более 6 000 человек.

### Оценки и критика
Отечественные музыкальные издания отмечали высокий уровень сценового оформления, а среди участников фестиваля неоднократно выделяли «АВИА», «Алиби», «Бригаду С» и «Наутилус Помпилиус». Группа «Алиби» получила главный приз фестиваля — синтезатор «Электроника».
А. Петров в статье «Жар и лёд» отметил, что окончание «периода запретов» в советском роке выявило неравноценность молодёжных ансамблей; помимо этого, «„Панорама-87“ показала: в содержании, тематике песен должен наступить какой-то поворот. Изменилась окружающая жизнь, произошёл заметный сдвиг в политике, морали, нашем общественном самосознании. А вот отражения этого в музыкальной публицистике ещё не ощущаешь».

## Участники[4]

### Первый день (7 декабря)
| - «Новая коллекция» - Геннадий Рябцев - «Зодчие» | - «Тайм-аут» (Североосетинская филармония) - «XX век» (Киев) - «GGG/Группа Гуннара Грапса» (эст. Gunnar Grapsi Grupp, Таллин) |

### Второй день (8 декабря)
| - «Близнецы» - «Rock Archives» (Рига) - «Карнавал» - Александр Малинин | - «Металлаккорд» - «Алмата» (Алма-Ата) - «Визит» (Костромская филармония) |

### Третий день (9 декабря)
День Московской рок-лаборатории
| - «Альянс» - «Шах» - «Нюанс» - «Вежливый отказ» - «Бригада С» | - «Ва-БанкЪ» - Дуэт «Прощай, молодость!» - «Тяжёлый день» - «Алиби» (Дубна) |

### Четвёртый день (10 декабря)

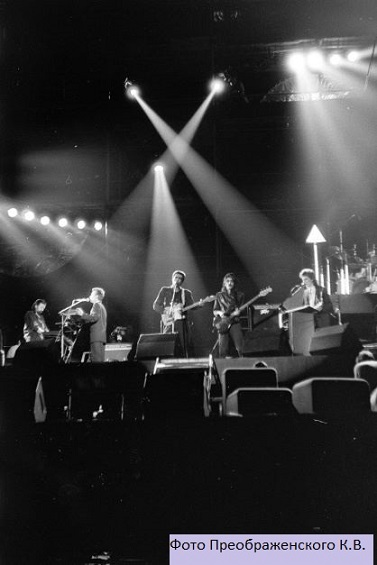
Группа Nautilus Pompilius на «Рок-панораме-87».

| - «Аттракцион» - «Мистер Твистер» - «ДОМ» (Пермь) - Группа Анатолия Алёшина | - «Рондо» - «Наутилус Помпилиус» (Свердловск) - «ЭВМ» |

### Пятый день (11 декабря)
| - «Квадро» - «Галактика» (Украинская ССР) - «Лотос» | - «Аспарез» (Ереван) - «Ливы» (латыш. Līvi, Лиепая) - «Раунд» |

### Шестой день (12 декабря)
| - «Парк» (Нижний Новгород) - «Браво» - «АВИА» (Ленинград) | - «Антис» (лит. Antis, Вильнюс) - «Катедра» (лит. Katedra, Каунас) - «Круиз» |

### Седьмой день (13 декабря)
- «Рок-ателье»
- «Чёрный кофе»
- Александр Градский
- «Ария»

## Звукозапись
В 1988 году ВСГ «Мелодия» было выпущено 3 сборника «Рок-панорама 1987» с фестивальными записями 22 участников, а также концертный сплит-сборник «Наутилус Помпилиус/Бригада С» (без ведома музыкантов этих групп) с фрагментами их выступлений на этом фестивале.

### Диск 1 (C60 27207 002)[5]
1. Найти и потерять (музыка и слова Г. Рябцева) — Г. Рябцев (4:57)
2. Выше голову (музыка и слова С. Попова) — группа «Алиби» (3:31)
3. Юла (Ю. Давыдов — С. Патрушев) — группа «Зодчие» (4:00)
4. Максималист (музыка и слова группы «Ва-банк») — группа «Ва-банк» (3:10)
5. Круговая порука (Скованные одной цепью) (В. Бутусов — И. Кормильцев) — группа «Наутилус Помпилиус» (4:12)
6. Остров Борнео (А. Рыбаков — В. Доронин) — группа «Лотос» (6:15)
7. Весенняя массовая (Н. Гусев, А. Кондрашкин, А. Рахов — А. Кондрашкин) — группа «АВИА» (4:45)

### Диск 2 (C60 27209 007)[6]
1. Злой рок (Д. Ремишевский — А. Елин) — группа «Металл-аккорд» (5:32)
2. В небесах... (музыка и слова О. Парастаева) — группа «Альянс» (4:26)
3. Эй! (Р. Суслов — А. Семёнов) — группа «Вежливый отказ» (4:58)
4. Дай мне знать (музыка и слова В. Бажина) — группа «Тяжёлый день» (3:50)
5. Памяти Яниса Рудзутака (латыш. Dzelzsgriezējs[7]) (А. Вирга — В. Гревиньш) — группа «Līvi» (латыш. Līvi) (5:30)
6. Семён (музыка и слова группы «Нюанс») — группа «Нюанс» (6:50)
7. Бродяга (И. Сукачёв, К. Трусов — К. Кавалерьян) — группа И. Сукачёва (4:00)

### Диск 3 (C60 27211 005)[8]
1. Спасайте город (группа «Раунд» — М. Пушкина) — группа «Раунд» (4:20)
2. От Винницы до Ниццы (музыка и слова В. Татаренко) — группа «Галактика» (6:45)
3. Зомби (лит. Zombiai) (парафраз на тему К. Хайя — литовский текст А. Каушпедаса) — группа Антис (3:10)
4. Зачем родился ты? (Е. Хавтан — И. Понизовский, Ж. Агузарова) — группа «Браво» (3:45)
5. Без тебя (В. Кипелов — М. Пушкина) — группа «Ария» (4:08)
6. Мосты (музыка и слова А. Барыкина) — группа «Карнавал» (5:47)
7. Мы знаем (К. Кельми — М. Пушкина) — «Рок-ателье» Криса Кельми (4:30)
8. Где Ответ? (музыка и слова Д. Варшавского) — «Чёрный кофе» (4:35)

### Наутилус Помпилиус / Бригада С (С60 27415-16)
«Наутилус Помпилиус» (сторона 1)
1. Эта музыка будет вечной
2. Взгляд с экрана
3. Я хочу быть с тобой
4. Шар цвета хаки

Пластинка
«Наутилус Помпилиус / Бригада С»

5. Круговая порука (Скованные одной цепью)

«Бригада С» (сторона 2)
1. Фантомас
2. Наследник эпохи
3. Человек в шляпе
4. Бродяга